# 泉秀街
泉秀街是中国福建省泉州市的街道，呈东西走向，全长约3.2公里，宽约32米。西起温陵南路城雕环岛，东至云鹿路口，全线不分段。该道路为泉州市区的城市主干道之一。沿线坐拥的泉州汽车站、泉州客运中心站，为泉州市区两大重要的客运站。

## 概况
泉秀街的“泉秀”二字，取自道路原规划的“泉州-秀涂”走向中两个地名的首字。早期的泉秀街设定最东端为后渚大桥，现时云鹿路口至后渚大桥段已更名为通港西街。该道路沿线酒店及娱乐设施密布，沿线泉州汽车站及客运中心站附近亦是泉州市区的商圈之一。

## 历史
1989年，泉秀街开工，由泉州市政工程处和省林业工程公司承建。1991年11月，泉秀街竣工。设计规格为双向机动车4车道+非机动2车道，至今未变。
2007年12月10日，因泉州大桥北桥头交通优化需要，泉秀街（田安路口-城雕环岛）实施单向通行措施，车辆途经该段仅允许由东往西行驶。该措施持续至2012年7月7日。2010年12月3日，因泉秀街道路改造工程需要，该路全段实行全封闭交通管制。主路及辅路由水泥砼混凝土路面改造为沥青混凝土路面，次日竣工通车。
2012年7月8日，因田安大桥建成通车。泉秀街（田安路口-城雕环岛）取消单向通行措施，该段恢复双向通行。2016年10月16日，因举办环泉州湾国际公路自行车赛需要，当日9:00至14:45，泉秀街（刺桐路口-城雕环岛）实现全封闭交通管制。

## 道路规格
全段：双向主路4车道、辅路2车道。

## 交汇道路
由西往东：义全街、温陵南路、津坂路、田安路、南淮路、乌洲路、刺桐南路、东美路、淮秀路、沉洲路、坪山路、成洲路、云鹿路、通港西街

## 沿线设施
- 大洋百货
- 泉州汽车站
- 星光不夜城
- 悦华酒店
- 领show天地
- 泉州客运中心站
- 中国邮政速递泉州分公司

## 途经公交
- 1路、2路、4路、8路、11路、15路、21路、22路、24路、40路、42路、60路、202路
K1路、K7路、K8路、K201路、K301路、K307路、K503路、K606路、K702路、X2路。